# Centauro (autoblindo)
Il B1 Centauro è un autoblindo cacciacarri di costruzione italiana, prodotto dal CIO ed in servizio negli eserciti italiano, spagnolo, giordano, e dal 2008 sono stati prodotti i primi 9 esemplari con torretta modificata per il cannone da 120/45 per la Guardia Reale dell'Oman.

## Storia dello sviluppo
L'autoblindo Centauro è stato ideato durante la guerra fredda per rimpiazzare gli ormai obsoleti e lenti carri M47 Patton nella difesa di zone di costa adriatica dove si supponeva il Patto di Varsavia avrebbe potuto effettuare degli sbarchi anfibi, oltre a proteggere il retro dei principali Corpi d'Armata schierati sulla soglia di Gorizia, da aviolanci di paracadutisti nemici. Si scelse un mezzo veloce ruotato, blindato e armato con pezzi equivalenti ai MBT allora in servizio: così, nel 1986, in Sardegna, è stato presentato dal CIO (Consorzio Iveco - Fiat - Oto Melara) un modello dell'autoblindo pesante che sarebbe diventato il Centauro. Il primo prototipo funzionante è stato mostrato per la prima volta a nord di Roma, durante una mostra di nuovi sistemi d'arma italiani. Adottata nel 1989 col nome Centauro, l'autoblindo è stata consegnata ai reparti soltanto nel 1992, a causa di problemi finanziari e per alcune modifiche apportate.
La produzione per l'Esercito Italiano, terminata nel 2006, ha visto 400 mezzi prodotti, di cui 100 non più in servizio attivo. L'Ejército de Tierra spagnolo possiede 84 esemplari e nell'agosto 2008 anche la Guardia Reale dell'Oman ha fatto richiesta per ricevere 9 esemplari in due ordini successivi, però con torretta HITFACT1 con cannone da 120/45 mm e motore da 650 hp.
In ambito NATO, il Centauro è rimasto con l'AMX-10RC l'unico cacciacarri ruotato adottato con cannone da 105 mm e motore da 650 hp.

## Descrizione tecnica

### Armamento
L'armamento principale del Centauro consiste nella torretta Hitfact dotata di cannone ad anima rigata ad alta pressione da 105 mm lungo 52 calibri prodotto dalla Oto Melara, che offre la stessa potenza di fuoco dei carri Leopard 1 e dei carri NATO suoi contemporanei. Il pezzo può sparare tutta la gamma di munizioni perforanti a carica cava e ad alto esplosivo da 105 mm della NATO, compresi i penetratori cinetici sottocalibrati. Quest'arma ha 14 colpi di pronto impiego in torretta e altri 26 nello scafo. La canna è rivestita da un manicotto termico per preservarla da distorsioni e di estrattore di fumi, il quale impedisce al fumo di penetrare nella camera di combattimento dopo lo sparo.  All'estremità della bocca da fuoco è presente uno spegnifiamma caratteristico atto a ridurre il rinculo e la visibilità della vampata durante lo sparo.
Come armamento secondario sono presenti due mitragliatrici MG-42/59 in 7,62 mm, una coassiale al cannone e l'altra scudata in funzione antipersonale. Il munizionamento per le MG consiste in 4.000 cartucce da 7,62 mm NATO.

#### Apparati di tiro
L'armamento principale è stabilizzato su tre assi e dispone dello stesso apparato di direzione del tiro dell'Ariete, TURMS, sviluppato dalla Galileo Avionica. Il cannone possiede anche un sistema che avvisa quando sono presenti delle distorsioni sulla canna. Come sull'Ariete, esiste la possibilità di far fuoco anche quando il mezzo è in movimento con elevata precisione, anche se a bassa velocità. Il capocarro dispone di un periscopio panoramico diurno/notturno stabilizzato, mentre il puntatore dispone anche di una camera termica la cui immagine può essere inviata a uno schermo usato dal capocarro.

### Protezione
Lo scafo del Centauro è fatto d'acciaio saldato, e garantisce l'impenetrabilità ai proiettili perforanti da 14,5 mm su 360° e a quelli da 25 mm sull'arco frontale. Tuttavia la corazza laterale non è in grado di resistere ai proiettili perforanti calibro 14.5 mm con anima in tungsteno. Con la corazza addizionale il livello di protezione si estende anche ad alcuni tipi di perforanti da 30 mm. All'interno del mezzo è disponibile un sistema automatico di estinzione incendi.
È presente anche il sistema di protezione NBC (Nucleare, Batteriologico e Chimico), per poter operare in aree contaminate.

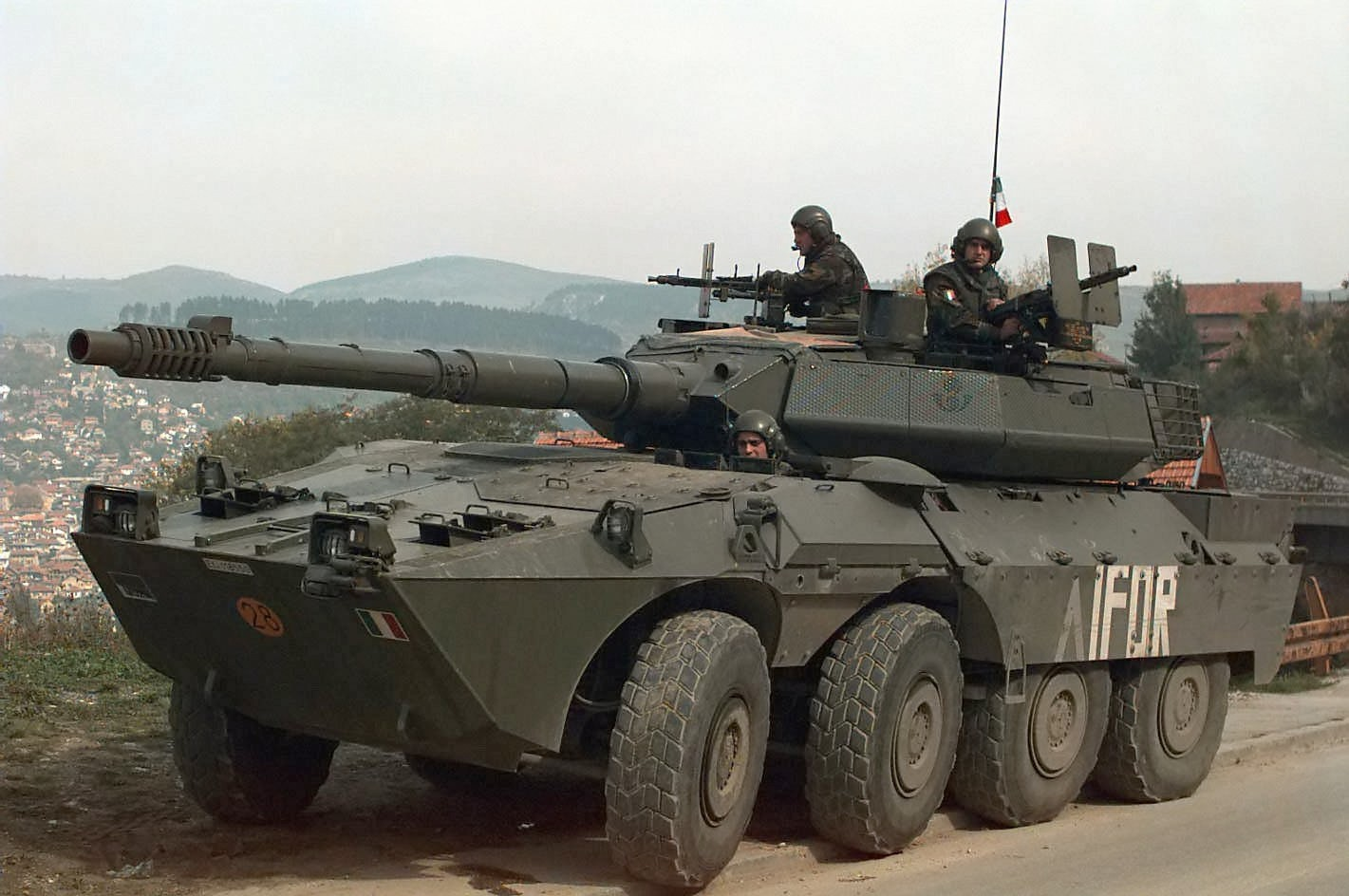
1996: Blindo Centauro con corazze aggiuntive su torre e scafo del 19º Reggimento "Cavalleggeri Guide" in Bosnia ed Erzegovina

### Propulsione

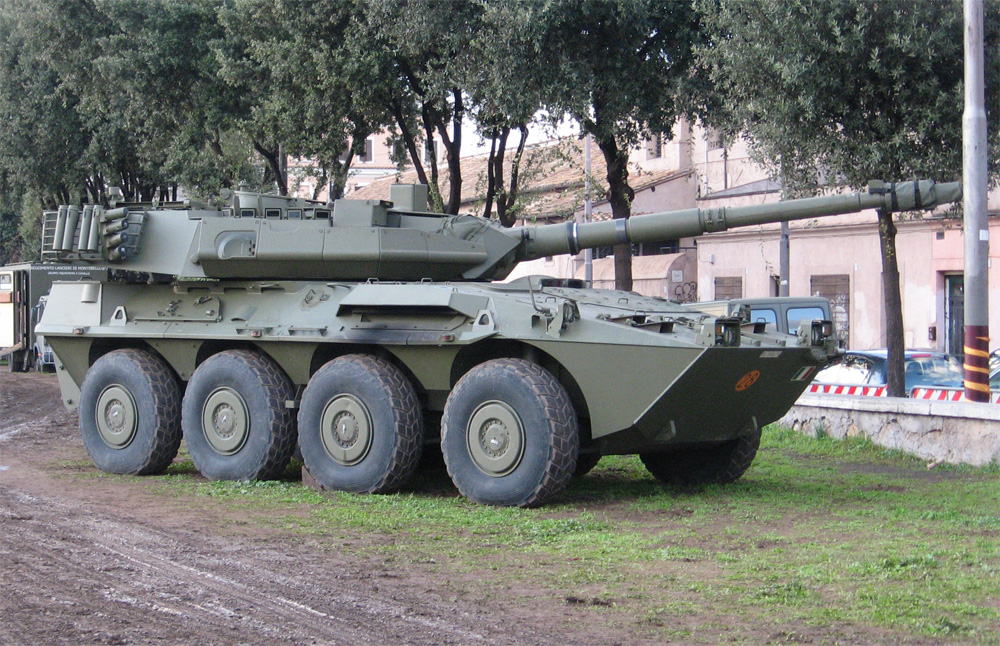
Una Centauro fotografato alla Festa delle Forze Armate, nel novembre 2008.

Il Centauro dispone di un motore Iveco V6 diesel da 520 hp (382,2 kW). Ha una trasmissione automatica ZF, prodotta su licenza dalla Fiat, che ha cinque marce avanti e due indietro. La sua velocità massima è di circa 110 km/h con una pendenza massima del 60% e la capacità di guado senza preparazione di 1,5 m.

## Modelli
- B1 Centauro

Versione base del mezzo, come descritto sopra.
Dal primo al 100º mezzo prodotto, l'autoblindo era priva di corazzatura addizionale ed è stata quella utilizzata in Somalia. Una parte di queste è stata in seguito aggiornata con l'applicazione di corazzatura addizionale tipo Romor, proprio in seguito alla scarsa protezione nei confronti del munizionamento nemico usato in quella occasione. La seconda versione è stata prodotta con corazzatura aggiuntiva di serie, e consta dei mezzi dal 101 al 250. La terza e ultima versione, dal 251 al 400 mezzo, anch'essa con corazzatura aggiuntiva, è stata allungata di 22 cm nella parte posteriore (e per questo definita lunga) permettendo di alloggiare 4 fanti in seggiolini pieghevoli, previa rimozione delle due riserve posteriori di colpi.
- B1 Centauro 120 mm

Versione con torretta HITFACT dotata di cannone da 120/45 mm e nuova protezione in grado di reggere proiettili perforanti da 40 mm. La versione adottata dall'Oman è dotata di un motore da 650 hp.
- Centauro 76/62 "Draco"

Il Centauro 76/62 "Draco" è un sistema d’arma polivalente antiaereo e antimissile (capacità C-RAM: counter-rocket artillery mortar), ma impiegabile anche per il combattimento terrestre e la difesa costiera, che monta una torretta armata con il cannone 76/62 mm Super Rapido di derivazione navale che impiega lo scafo 8×8 del Centauro. Concettualmente è il discendente del semovente OTOMATIC, il veicolo è inteso come mezzo ad alta mobilità ideale per forze medio-leggere; la torretta può trovare alloggiamento su altri blindati 8×8 di classe analoga, sullo scafo Dardo o su altri IFV similari.
- Centauro II MGS 120/105

Nell'ottobre 2016 il Consorzio Iveco Oto Melara ha ufficialmente presentato il nuovo modello Centauro II MGS 120/105 che verrà prodotto per l'Esercito Italiano in 150 esemplari con il nome di B2 Centauro. La nuova versione presenta una scocca in acciaio completamente riprogettata specialmente in funzione anti IED, un nuovo motore V8 della famiglia VECTOR di 720 hp e un cannone principale di 120/45 mm. A luglio 2018, si è finalizzato un contratto per l'acquisizione delle prime 10 unità della Centauro II, il requisito totale è di 136 unità.

## Utilizzatori

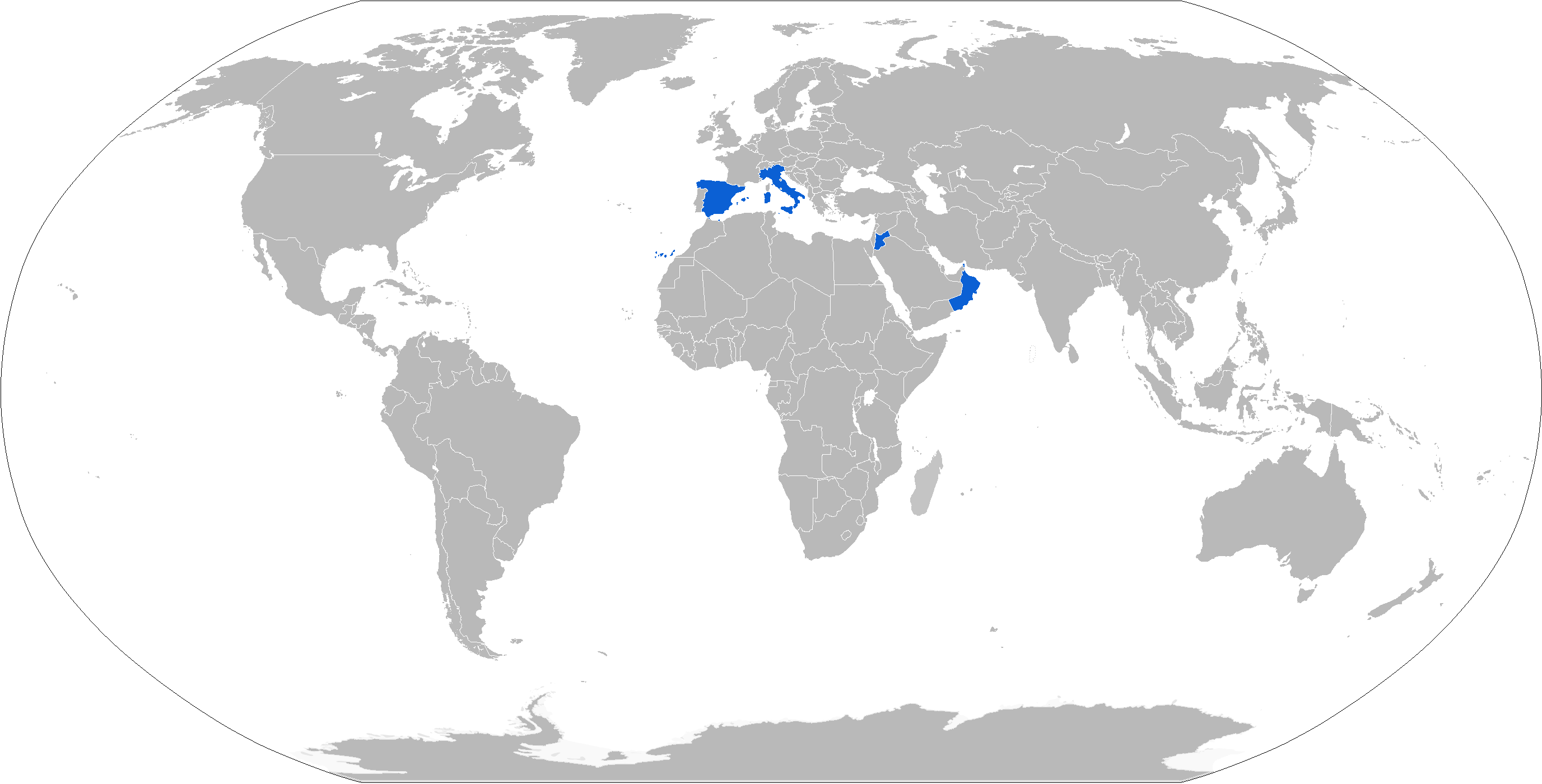
Operatori del Centauro

Italia
- Esercito Italiano

259 Centauro di prima generazione in servizio attivo nell'Esercito Italiano (altri 141 esportati in Giordania). Nuovi 10 Centauro II ordinate a luglio 2018, con un fabbisogno totale di 150 esemplari.
- -  1º Reggimento "Nizza Cavalleria"
  -  2º Reggimento "Piemonte Cavalleria"
  -  3º Reggimento "Savoia Cavalleria"
  -  4º Reggimento "Genova Cavalleria"
  -  5º Reggimento "Lancieri di Novara"
  -  6º Reggimento "Lancieri di Aosta"
  -  8º Reggimento "Lancieri di Montebello"
  -  15º Reggimento "Cavalleggeri di Lodi"
  -  19º Reggimento "Cavalleggeri Guide"

 Spagna
- Ejército de Tierra

22 acquistati nel 1999 e 62, prodotti su licenza in Spagna, acquistati nel 2002 per un totale di 84 esemplari. 4 VCREC da recupero consegnati nel 2011.
- -  Brigada de Caballería «Castillejos» II
    -  Regimiento de Caballería "Pavia" nº 4
    -  Regimiento de Caballería "Lusitania" nº 8
    -  Regimiento de Caballería "España" nº 11

 Giordania
- Al-Quwwāt al-Barriyya al-Urdunniyya

141 esemplari provenienti dal surplus dell'Esercito Italiano venduti nel 2014 e ammodernati da SDLE con un nuovo sistema di controllo del fuoco e nuovi visori termici. I primi 80 esemplari ammodernati sono stati consegnati nel 2021.
 Oman
- Guardia Reale dell'Oman

6 mezzi della versione con cannone da 120/45 mm ordinati nell'estate del 2008. Successivamente ne sono stati ricevuti altri 3 esemplari.
 Stati Uniti
- United States Army

Nel 2000 lo US Army prese in prestito 16 veicoli dall'Esercito Italiano in modo da far acquisire esperienza agli equipaggi delle future brigate medie armate con la blindo Stryker. Nel 2002 i veicoli furono restituiti.